# Slovacia la Concursul Muzical Eurovision 2010
Slovacia participă la concursul muzical Eurovision 2010, fiind una din primele țări ce și-au anunțat participarea. Finala concursului național a avut loc pe 27 februarie 2010 și a câștigat interpreta Kristína Peláková cu melodia Horehronie (cântec).